# Albert Martin (Segler)
Albert Martin war ein britischer Segler.

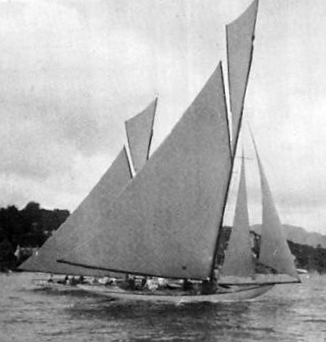
Hera und Mouchette während der olympischen Regatta 1908

## Erfolge
Albert Martin, der beim Royal Clyde Yacht Club segelte, wurde 1908 in London bei den Olympischen Spielen in der 12-Meter-Klasse Olympiasieger. Bei der auf dem Firth of Clyde in Schottland ausgetragenen Regatta traten lediglich die beiden britischen Boote Hera und Mouchette in zwei Wettfahrten gegeneinander an. Die Hera, zu deren Crew Martin gehörte, gewann beide Wettfahrten, sodass neben Martin und Skipper Thomas Glen-Coats auch die übrigen Crewmitglieder John Aspin, John Buchanan, James Bunten, Arthur Downes, John Downes, John Mackenzie, David Dunlop und Gerald Tait die Goldmedaille erhielten.